# Gnidia montana
Gnidia montana är en tibastväxtart som beskrevs av H. H. W. Pearson. Gnidia montana ingår i släktet Gnidia och familjen tibastväxter. Inga underarter finns listade i Catalogue of Life.